# Laboratorio Europeo de Biología Molecular

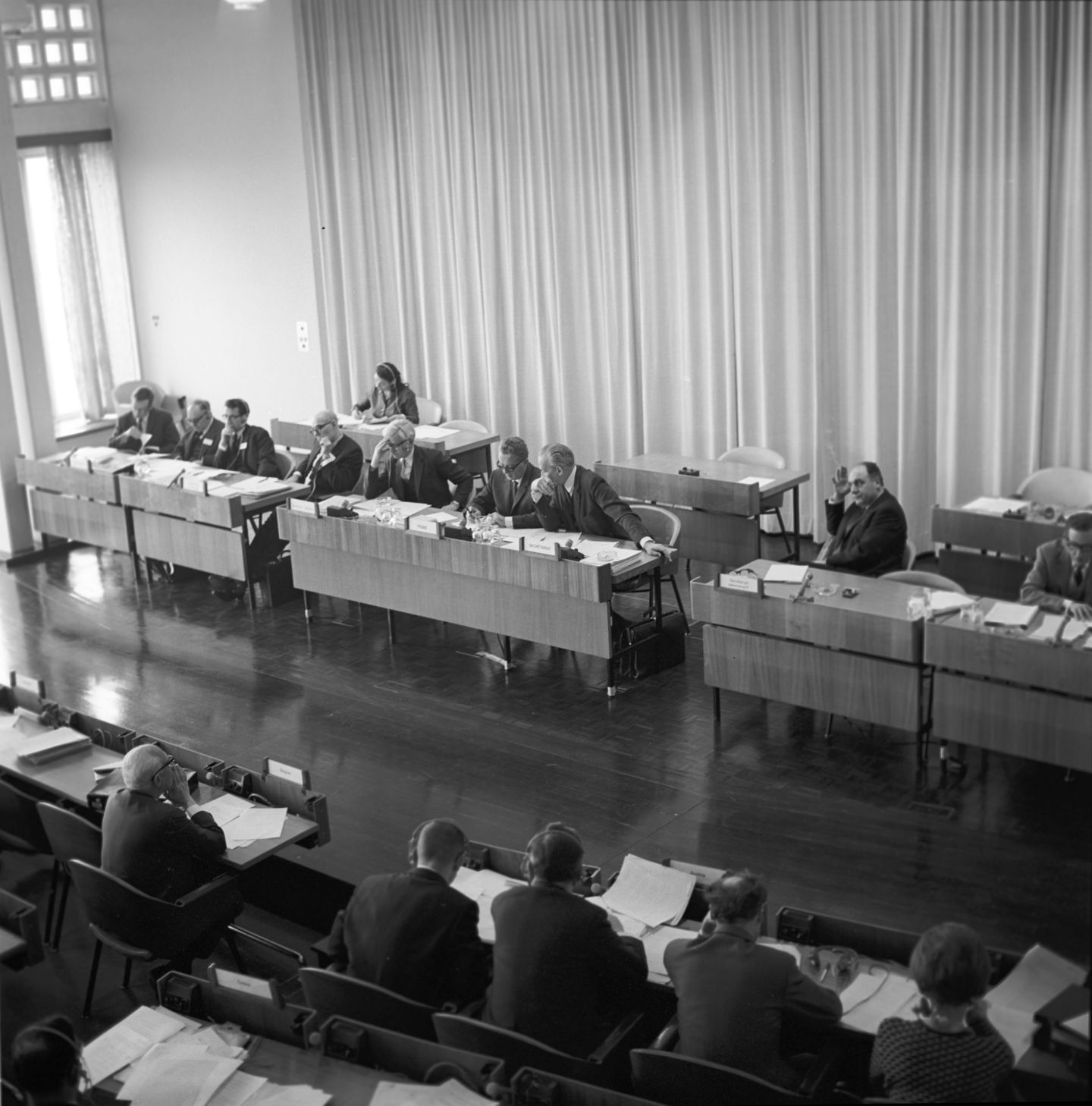
En 1968 se fundó en el CERN la Conferencia Europea de Biología Molecular, que asoció a 14 gobiernos con la EMBO y proporcionó a la organización una financiación estable e independencia científica. En 1974 se creó oficialmente el Laboratorio Europeo de Biología Molecular (EMBL).

El Laboratorio Europeo de Biología Molecular (en inglés, European Molecular Biology Laboratory) (EMBL) es una organización intergubernamental dedicada a la investigación en biología molecular, que cuenta con el apoyo de 28 Estados miembros, un Estado candidato y un Estado miembro asociado. El EMBL se creó en 1974 y se financia con fondos públicos de investigación de sus Estados miembros. La investigación en el EMBL corre a cargo de aproximadamente 110 grupos y equipos independientes de investigación y servicios que abarcan todo el espectro de la biología molecular y la bioinformática. La lista de Grupos y Equipos del EMBL puede consultarse en www.embl.org. El Laboratorio opera desde seis sedes: el laboratorio principal en Heidelberg, y sedes en Hinxton (el Instituto Europeo de Bioinformática (EBI), en Inglaterra), Grenoble (Francia), Hamburgo (Alemania), Roma (Italia) y Barcelona (España). Los grupos y laboratorios del EMBL realizan investigación básica en biología molecular y medicina molecular, además de formar a científicos, estudiantes y visitantes. La organización contribuye al desarrollo de servicios, nuevos instrumentos y métodos, y tecnología en sus Estados miembros. Israel es el único Estado miembro de pleno derecho situado fuera de Europa. 

## Historia
El EMBL fue idea de Leó Szilárd, James Watson y John Kendrew. Su objetivo era crear un centro de investigación internacional, similar al CERN, que rivalizara con el campo de la biología molecular, fuertemente dominado por Estados Unidos. Kendrew fue el primer director general del EMBL hasta 1982 y le sucedió Lennart Philipson. De 1993 a 2005, Fotis Kafatos, ejerció como director y fue sucedido por Iain Mattaj, cuarto director del EMBL, de 2005 a 2018. En enero de 2019, Edith Heard se convirtió en la quinta directora del EMBL y la primera mujer en ocupar este cargo.
El 19 de enero de 2022, Heard anunció el programa científico quinquenal de la organización, Moléculas a Ecosistemas.

## Investigación
Cada centro del EMBL tiene un campo de investigación específico. El EMBL-EBI es un centro de investigación y servicios bioinformáticos que desarrolla y mantiene un gran número de bases de datos científicas gratuitas. En Grenoble y Hamburgo, la investigación se centra en la biología estructural.
El EMBL de Roma se dedica al estudio de la epigenética y la neurobiología. Los científicos del EMBL de Barcelona exploran cómo funcionan y se desarrollan los tejidos y órganos, tanto en la salud como en la enfermedad. En la sede de Heidelberg hay unidades de biología celular y biofísica, biología del desarrollo, biología del genoma y biología estructural y computacional, así como grupos de servicios que complementan los campos de investigación mencionados.
En el EMBL se han hecho muchos avances científicos. El primer análisis genético sistemático del desarrollo embrionario de la mosca de la fruta fue realizado en el EMBL por Christiane Nüsslein-Volhard y Eric Wieschaus, por el que recibieron el Premio Nobel de Fisiología o Medicina en 1995. A principios de la década de 1980, Jacques Dubochet y su equipo del EMBL desarrollaron la microscopía electrónica criogénica para estructuras biológicas. Fueron galardonados con el Premio Nobel de Química de 2017. 

## Servicios científicos
El EMBL ha identificado como misión principal la prestación de servicios experimentales y de datos avanzados a investigadores externos, incluyendo instalaciones de biología estructural, imagen y secuenciación en sus cinco sedes europeas. En 2021, el EMBL finalizó la construcción de un nuevo centro de microscopía óptica y electrónica de alta resolución en su sede de Heidelberg, el EMBL Imaging Centre. El centro está abierto a científicos visitantes de todo el mundo y proporciona un servicio único para las ciencias de la vida, combinando las últimas tecnologías de imagen con el asesoramiento de expertos y desarrollos liderados por la industria que aún no están disponibles.

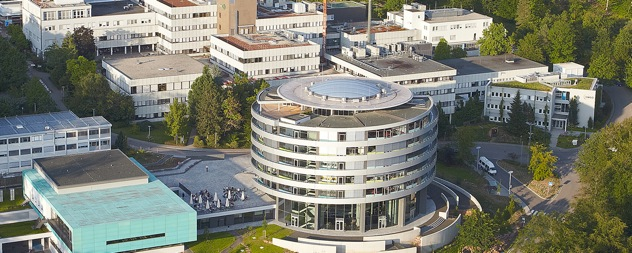
Los edificios del EMBL de Heidelberg, incluido el nuevo Centro de Formación Avanzada

## Formación
La formación avanzada es una de las cinco misiones principales del EMBL. A lo largo de los años, el Laboratorio ha establecido una serie de actividades de formación, de las cuales el Programa Internacional de Doctorado del EMBL (EIPP) es el buque insignia - cuenta con un cuerpo estudiantil de unos 200 alumnos, y desde 1997 tiene derecho a otorgar su propio título, aunque actualmente los estudiantes reciben sus títulos de universidades asociadas. Otras actividades son el programa postdoctoral, incluido el Programa Postdoctoral Interdisciplinar del EMBL (EIPOD) y el Programa de Visitantes.

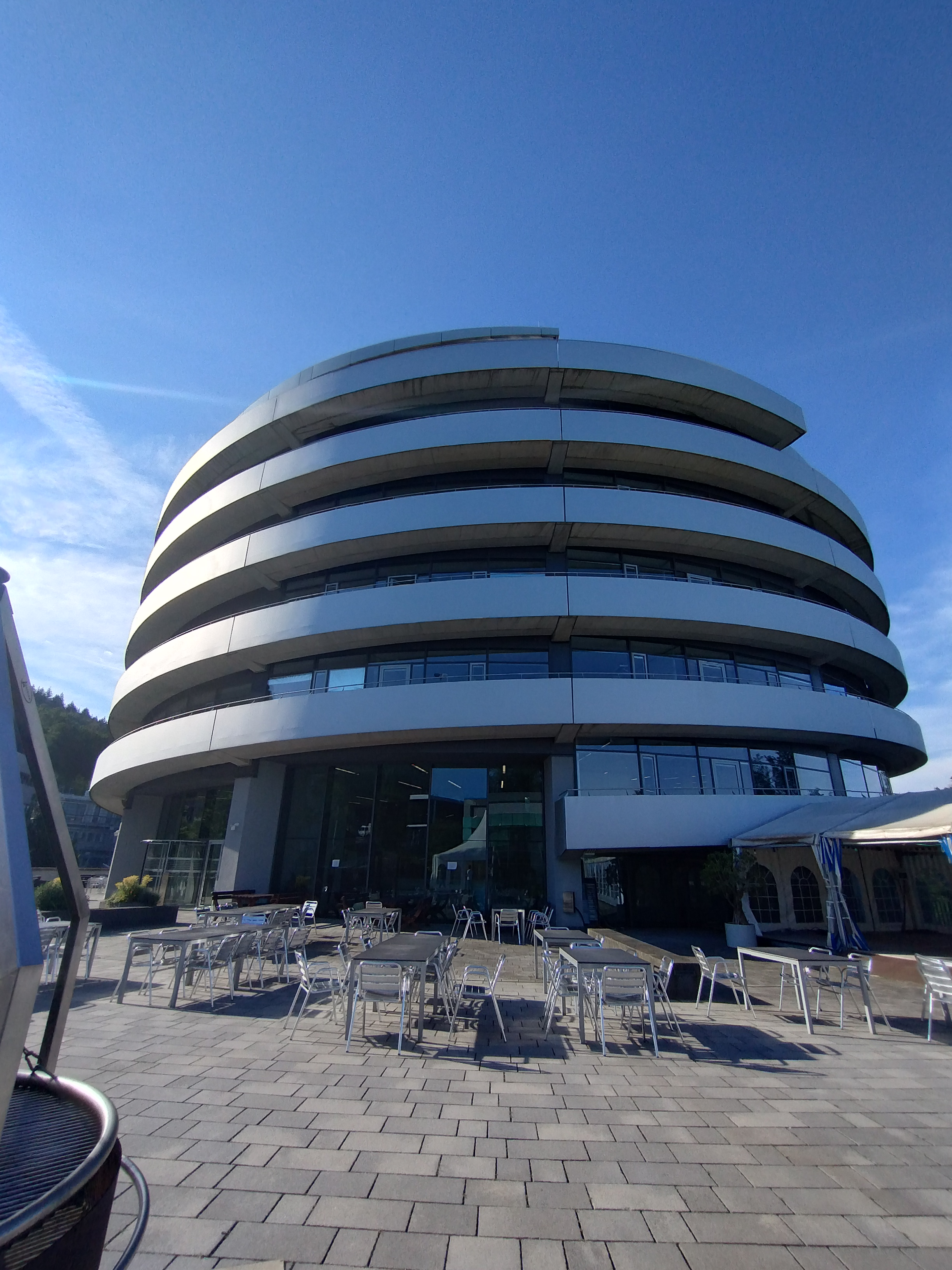
Centro de Formación Avanzada EMBL.

## Centro de Formación Avanzada del EMBL
En marzo de 2010 se inauguró el Centro de Formación Avanzada (ATC) del EMBL en el campus principal de Heidelberg. Con forma de doble hélice, acoge conferencias científicas, seminarios y cursos de formación, y proporciona acceso a laboratorios de formación y aulas.
El ATC también alberga el Laboratorio Europeo de Aprendizaje de Ciencias de la Vida (ELLS) del EMBL, que ofrece formación a profesores de secundaria sobre los últimos avances en biología molecular, y lleva a cabo un programa de divulgación para estudiantes. 

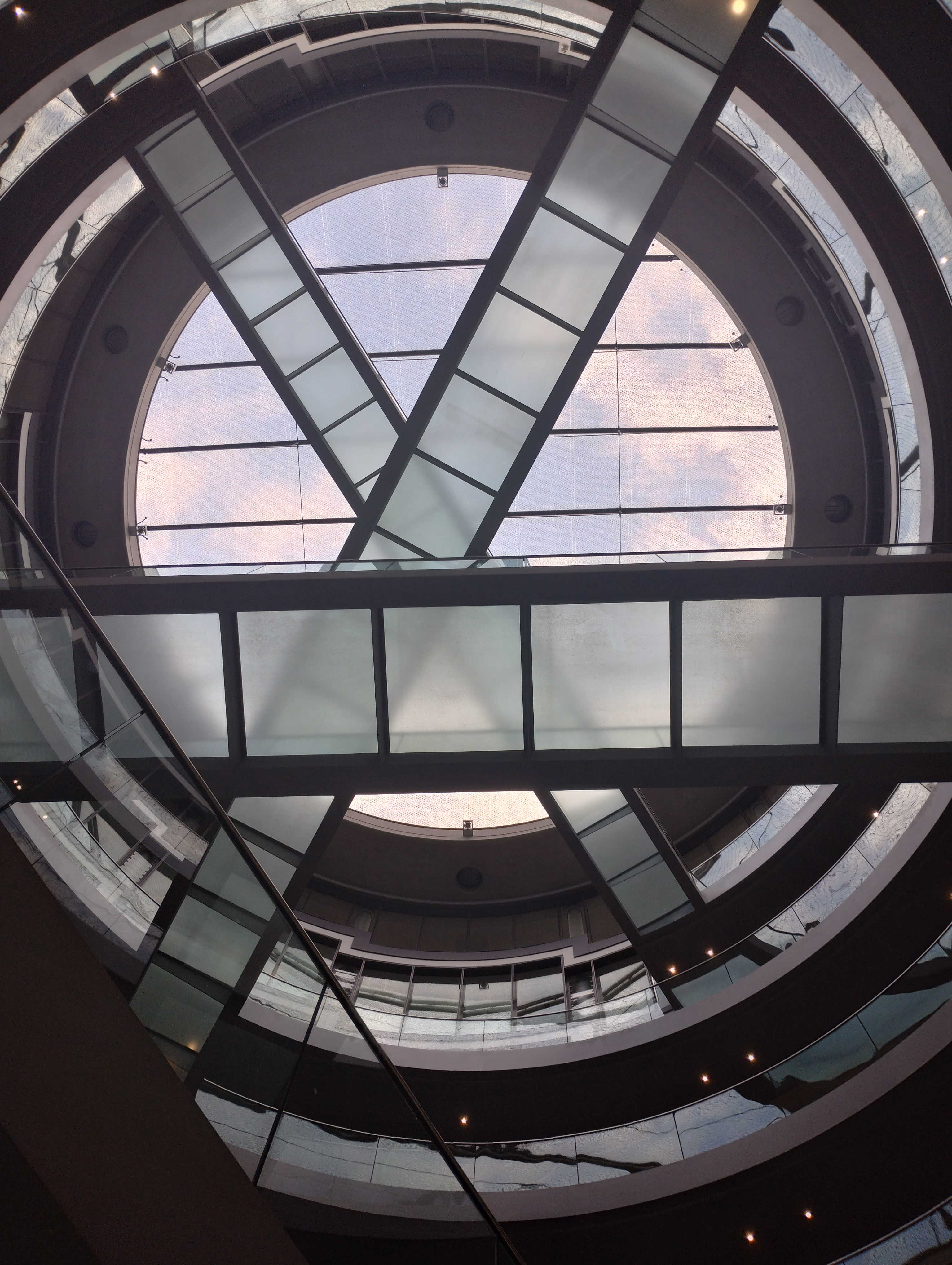
Forma de doble hélice en el EMBL Heidelberg.

## Ciencia y sociedad
El EMBL también dirige un activo Programa de Ciencia y Sociedad que ofrece actividades y eventos sobre cuestiones actuales de la investigación en ciencias de la vida para el público en general y la comunidad científica.

## Miembros
En la actualidad, el EMBL cuenta con el apoyo de 28 Estados miembros, un Estado miembro asociado y un Estado miembro potencial.
| Estados miembros              | Año de incorporación |
| ----------------------------- | -------------------- |
| Austria                       | 1974                 |
| Bélgica                       | 1990                 |
| Croacia                       | 2006                 |
| República Checa               | 2014                 |
| Dinamarca                     | 1974                 |
| Estonia                       | 2023                 |
| Finlandia                     | 1984                 |
| Francia                       | 1974                 |
| Alemania                      | 1974                 |
| Grecia                        | 1984                 |
| Hungría                       | 2017                 |
| Islandia                      | 2005                 |
| Irlanda                       | 2003                 |
| Israel                        | 1974                 |
| Italia                        | 1974                 |
| Lituania                      | 2019                 |
| Luxemburgo                    | 2007                 |
| Malta                         | 2016                 |
| Montenegro                    | 2018                 |
| Países Bajos                  | 1974                 |
| Noruega                       | 1985                 |
| Polonia                       | 2019                 |
| Portugal                      | 1998                 |
| Eslovaquia                    | 2018                 |
| España                        | 1986                 |
| Suecia                        | 1974                 |
| Suiza                         | 1974                 |
| Reino Unido                   | 1974                 |
| Estado miembro en perspectiva |                      |
| Letonia                       | 2020                 |
| Serbia                        | 2023                 |
| Estados miembros asociados    |                      |
| Argentina                     | 2014 - 2020          |
| Australia                     | 2008                 |